# اورشلیم غربی

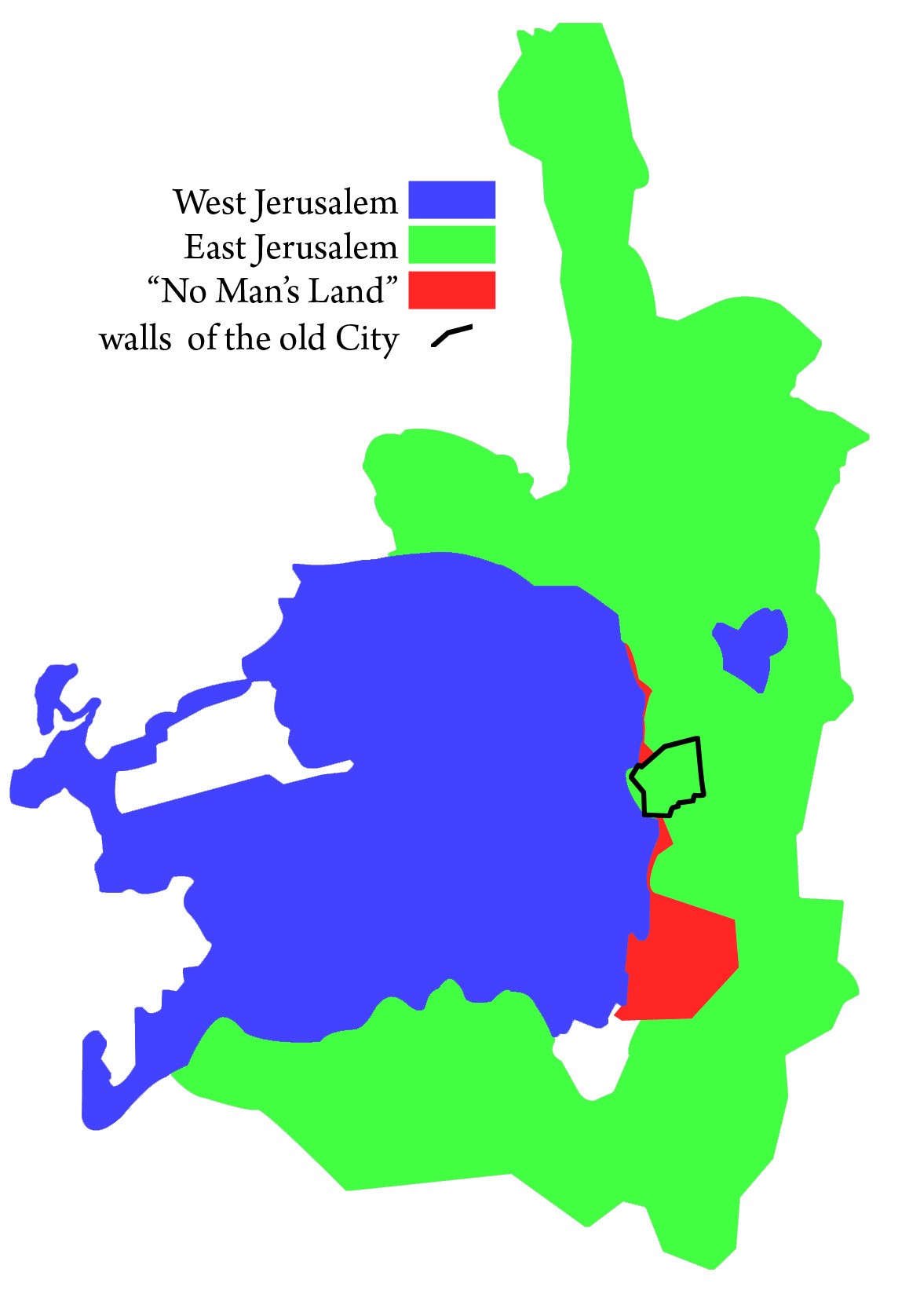
مناطق تحت کنترل در اورشلیم بین سال‌های ۱۹۴۸ و ۱۹۶۷

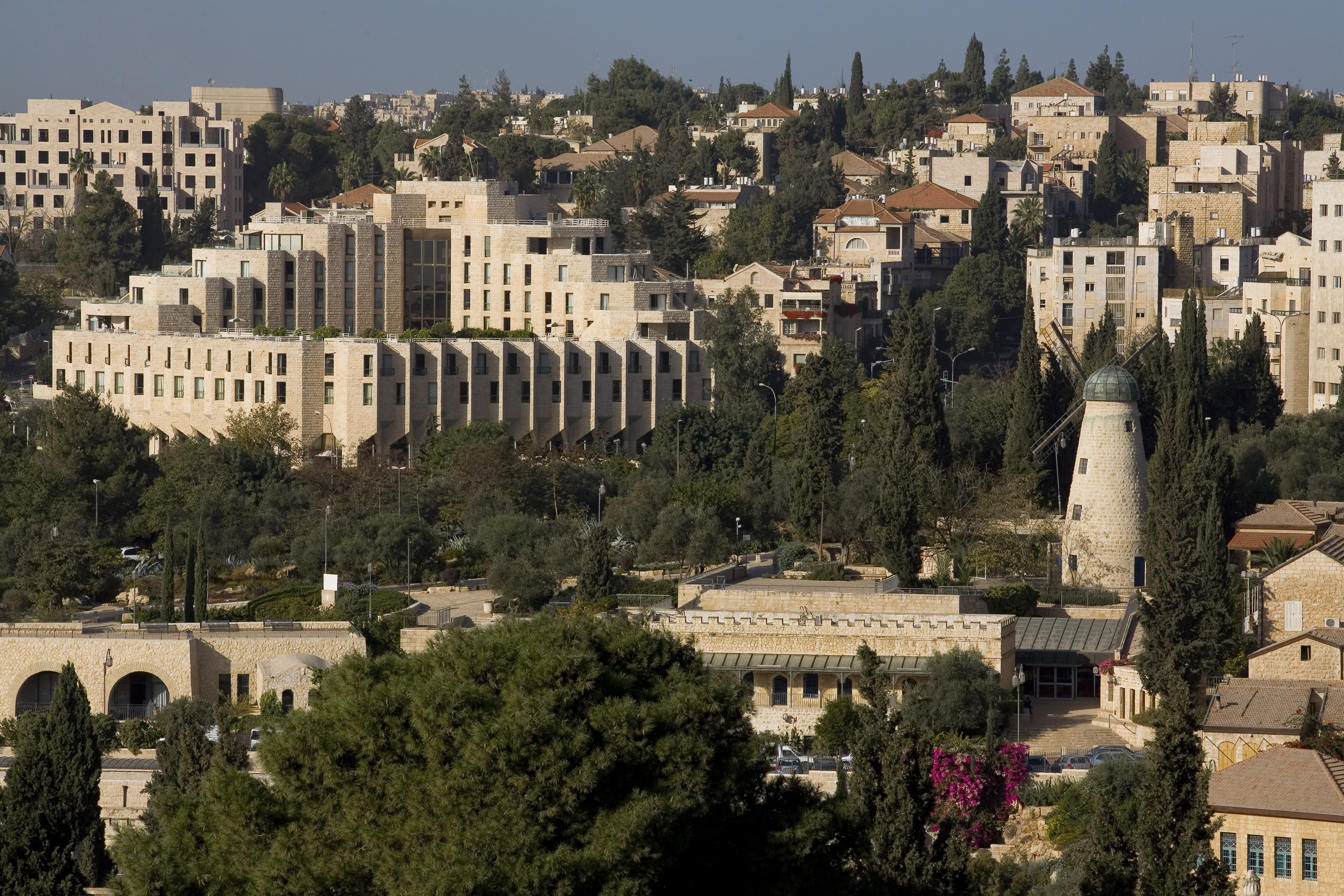
نگاره‌ای از محلهٔ اعیان‌نشین طالبیه در اورشلیم غربی این محله در دهه‌های ۱۹۲۰ و ۱۹۳۰ بر روی قطعه زمین بسیار وسیعی که سابقا متعلق به پاتریارک‌نشین ارتدکس یونانی اورشلیم بود، ساخته شد. این محله، محل چندین ساختمان ملی و مهم شهری است، که از آن‌جمله می‌توان به بیت‌هنسی – اقامتگاه رسمی رئیس‌جمهور اسرائیل، خانه هانسن، تئاتر اورشلیم، آکادمی علوم و علوم انسانی اسرائیل و موزه هنر اسلامی اورشلیم اشاره کرد.

اورشلیم غربی یا بیت‌المقدس غربی شامل بخشی غربی شهر اورشلیم است که در پس از اعلام استقلال اسرائیل و جنگ ۱۹۴۸ اعراب و اسرائیل، طبق خطوط آتش‌بس، به کنترل اسرائیل درآمد و بخش شرقی آن بلافاصله توسط اردن اشغال شد.
ادعای حاکمیت اسرائیل بر اورشلیم غربی، بیش از ادعا بر اورشلیم شرقی، پذیرفته شده‌است.